# Stagonosporopsis equiseti
Stagonosporopsis equiseti är en svampart som beskrevs av Died. 1912. Stagonosporopsis equiseti ingår i släktet Stagonosporopsis, ordningen Pleosporales, klassen Dothideomycetes, divisionen sporsäcksvampar och riket svampar.   Inga underarter finns listade i Catalogue of Life.